# Promozione 1919-1920
La Promozione 1919-1920 fu un campionato cadetto di calcio disputato in Italia. La manifestazione fu organizzata su base locale dai comitati regionali della FIGC.

## Organizzazione
Il campionato era organizzato su base regionale in gironi di andata/ritorno gestiti dai Comitati Regionali e fu il secondo livello regionale fino alla stagione 1921-1922, il più alto a non prevedere una seconda fase finale a livello nazionale.
Non erano previste retrocessioni in Terza Categoria perché quest'ultima diventò la categoria in cui erano relegate le società di nuova affiliazione che non potevano permettersi di allestire un campo di gioco avente dimensioni superiori al minimo richiesto dalla FIGC (90x45), ma soprattutto mancanti della palizzata in legno che avrebbe loro permesso di far pagare il biglietto d'ingresso.
È per questo motivo che a lungo andare giocare con "squadre di Terza Categoria" assunse il significato di confrontarsi con squadre in infimo livello.
Con la ripresa ogni regione ebbe il suo comitato e il suo campionato, quindi Liguria ed Emilia fecero totalmente da sé. Nella primavera del 1920 furono ricostituiti i Comitati Regionali Pugliese e Siciliano (Presidenza F.I.G.C. in data 27 aprile 1920), ma non riuscirono ad organizzare un campionato di Promozione. Il Comitato Marchigiano fu costituito in seno all'ULIC e solo dalla stagione 1920-1921 fu affiliato alla FIGC.
Sulla base del piano di riforma del campionato elaborato all'inizio della stagione 1919-1920, il torneo di Promozione di questa stagione, limitatamente all'Alta Italia, avrebbe messo in palio otto posti nell'ipotetica Categoria B che avrebbe dovuto attivarsi nel 1920. Oltre ai cinque campioni regionali, sarebbero state promosse la seconda e la terza classificata del campionato lombardo e la seconda di quello piemontese, dal momento che il Comitato Regionale Lombardo e quello Piemontese gestivano rispettivamente tre e due gironi di Prima Categoria. La decisione di annullare la scissione della Prima Categoria su due livelli (Categoria A e Categoria B) fece sì che le otto promuovende furono ammesse nel massimo campionato e non nel secondo livello.

## Liguria

### Girone A

#### Squadre partecipanti
| Squadra       | Città (provincia)   | Stagione precedente |
| ------------- | ------------------- | ------------------- |
| U.S. La Vita  | Genova              |                     |
| . . Serenitas | Genova              |                     |
| F.S. Sestrese | Sestri Ponente (GE) |                     |
| S.C. Virtus   | La Spezia (GE)      |                     |

#### Classifica finale
|  | Pos. | Squadra          | Pt | G | V | N | P | GF | GS | DR  |
|  | ---- | ---------------- | -- | - | - | - | - | -- | -- | --- |
|  | 1.   | Serenitas Genova | 10 | 6 | 5 | 0 | 1 | 20 | 5  | +15 |
|  | 2.   | Sestrese         | 9  | 6 | 4 | 1 | 1 | 17 | 7  | +10 |
|  | 3.   | Virtus Spezia    | 5  | 6 | 2 | 1 | 3 | 18 | 8  | +10 |
|  | 4.   | La Vita          | 0  | 6 | 0 | 0 | 6 | 2  | 37 | -35 |

Legenda:
      Ammesso alle finali regionali.
Regolamento:
Due punti a vittoria, uno a pareggio, zero a sconfitta.
Pari merito in caso di pari punti.
Note:
Sestrese ammessa alle finali quale migliore seconda.

### Girone B

#### Squadre partecipanti
| Squadra | Città (provincia) | Stagione precedente |
| ------- | ----------------- | ------------------- |
| ?       | ?                 |                     |
| ?       | ?                 |                     |
| ?       | ?                 |                     |
| ?       | ?                 |                     |

#### Classifica finale
|  | Pos. | Squadra   | Pt | G | V | N | P | GF | GS | DR  |
|  | ---- | --------- | -- | - | - | - | - | -- | -- | --- |
|  | 1.   | Spezia    | 10 | 6 | 5 | 0 | 1 | 22 | 7  | +15 |
|  | 2.   | SC Genova | 8  | 6 | 3 | 2 | 1 | 9  | 10 | -1  |
|  | 3.   | Fiorente  | 6  | 6 | 2 | 2 | 2 | 10 | 12 | -2  |
|  | 3.   | Vado      | 0  | 6 | 0 | 0 | 6 | 0  | 12 | -12 |

Legenda:
      Ammesso alle finali regionali.
Regolamento:
Due punti a vittoria, uno a pareggio, zero a sconfitta.
Pari merito in caso di pari punti.

### Girone C

#### Squadre partecipanti
| Squadra | Città (provincia) | Stagione precedente |
| ------- | ----------------- | ------------------- |
| ?       | ?                 |                     |
| ?       | ?                 |                     |
| ?       | ?                 |                     |
| ?       | ?                 |                     |

#### Classifica finale
|  | Pos. | Squadra            | Pt | G | V | N | P | GF | GS | DR  |
|  | ---- | ------------------ | -- | - | - | - | - | -- | -- | --- |
|  | 1.   | Rivarolese         | 12 | 6 | 6 | 0 | 0 | 20 | 4  | +16 |
|  | 2.   | Veloce Club Spezia | 7  | 6 | 3 | 1 | 2 | 11 | 0  |     |
|  | 3.   | Embriaci           | 3  | 6 | 1 | 1 | 4 | 7  | 16 | -9  |
|  | 4.   | Forti e Veloci     | 2  | 6 | 0 | 2 | 4 | 7  | 14 | -7  |

Legenda:
      Ammesso alle finali regionali.
Regolamento:
Due punti a vittoria, uno a pareggio, zero a sconfitta.
Pari merito in caso di pari punti.

### Girone finale
|  | Pos. | Squadra          | Pt | G | V | N | P | GF | GS | DR  |
|  | ---- | ---------------- | -- | - | - | - | - | -- | -- | --- |
|  | 1.   | Spezia           | 11 | 6 | 5 | 1 | 0 | 17 | 3  | +14 |
|  | 2.   | Rivarolese       | 7  | 6 | 3 | 1 | 2 | 14 | 8  | +6  |
|  | 3.   | Sestrese         | 5  | 6 | 2 | 1 | 3 | 11 | 19 | -8  |
|  | 4.   | Serenitas Genova | 1  | 6 | 0 | 1 | 5 | 7  | 17 | -10 |

Legenda:
      Promosso in Prima Categoria 1920-1921.
      Successivamente ammesso in Prima Categoria.
Note:
Due punti a vittoria, uno a pareggio, zero a sconfitta.
Pari merito in caso di pari punti.

## Piemonte

### Squadre partecipanti
| Squadra        | Città (provincia) | Stagione precedente |
| -------------- | ----------------- | ------------------- |
| Acqui F.B.C.   | Acqui Terme (AL)  |                     |
| G.S. Ansaldo   | Torino            |                     |
| Carignano F.C. | Carignano (TO)    |                     |
| U.S. Novarese  | Novara            |                     |

### Classifica finale
|  | Pos. | Squadra   | Pt | G | V | N | P | GF | GS | DR  |
|  | ---- | --------- | -- | - | - | - | - | -- | -- | --- |
|  | 1.   | Novarese  | 11 | 6 | 5 | 1 | 0 | 26 | 3  | +23 |
|  | 2.   | Carignano | 6  | 6 | 2 | 2 | 2 | 6  | 16 | -10 |
|  | 3.   | Ansaldo   | 4  | 6 | 1 | 2 | 3 | 8  | 13 | -5  |
|  | 4.   | Acqui     | 3  | 6 | 0 | 3 | 3 | 4  | 12 | -8  |

Legenda:
      Promosso in Prima Categoria 1920-1921.
Regolamento:
Due punti a vittoria, uno a pareggio, zero a sconfitta.
Pari merito in caso di pari punti.
Note:
La Novarese si fonderà con il Novara diventando Novara F.A.

## Lombardia
Il Comitato Regionale Lombardo aveva trasferito ben otto squadre in Prima Categoria, così pur aprendo a nuove iscrizioni la sua Promozione postbellica partì con alcuni posti vuoti. Nello schema a tre gironi furono distribuite le quattordici iscritte, mentre fu confermato il girone finale a sei club.

### Girone A

#### Squadre partecipanti
| Squadra                        | Città (provincia)  | Stagione precedente |
| ------------------------------ | ------------------ | ------------------- |
| S.G. Gallaratese               | Gallarate (MI)     |                     |
| G.C. Legnanesi                 | Legnano (MI)       |                     |
| Luino F.B.C.                   | Luino (CO)         |                     |
| Pro Patria et Libertate U.S.B. | Busto Arsizio (MI) |                     |
| A.C. Stelvio                   | Milano (MI)        |                     |

#### Classifica finale
|  | Pos.    | Squadra     | Pt | G | V | N | P | GF | GS | DR  |
|  | ------- | ----------- | -- | - | - | - | - | -- | -- | --- |
|  | 1.      | Pro Patria  | 12 | 8 | 5 | 2 | 1 | 17 | 8  | +9  |
|  | 1.      | Legnanesi   | 12 | 8 | 5 | 2 | 1 | 17 | 9  | +8  |
|  | 3.      | Stelvio     | 8  | 8 | 4 | 0 | 4 | 13 | 13 | 0   |
|  | 3.      | Luino       | 8  | 8 | 4 | 0 | 4 | 13 | 14 | -1  |
|  | Esclusa | Gallaratese | 0  | 8 | 0 | 0 | 8 | 0  | 16 | -16 |

Legenda:
      Ammesso alle finali regionali.
Note:
Due punti a vittoria, uno a pareggio, zero a sconfitta.
Pari merito in caso di pari punti.

### Girone B

#### Classifica finale
|  | Pos. | Squadra     | Pt | G | V | N | P | GF | GS | DR |
|  | ---- | ----------- | -- | - | - | - | - | -- | -- | -- |
|  | 1.   | Monza       | 12 | 8 | 6 | 0 | 2 | 13 | 8  | +5 |
|  | 1.   | Pro Sesto   | 10 | 8 | 3 | 4 | 1 | 12 | 8  | +4 |
|  | 3.   | Pro Lissone | 8  | 8 | 3 | 2 | 3 | 14 | 14 | 0  |
|  | 4.   | Vigor       | 7  | 8 | 2 | 3 | 3 | 13 | 14 | -1 |
|  | 5.   | Bergamasca  | 3  | 8 | 1 | 1 | 6 | 11 | 19 | -8 |

Legenda:
      Ammesso alle finali regionali.
  Cessa per fusione a stagione in corso.
Regolamento:
Due punti a vittoria, uno a pareggio, zero a sconfitta.
Pari merito in caso di pari punti.

### Girone C

#### Squadre partecipanti
| Squadra          | Città (provincia) | Stagione 1914-1915            |
| ---------------- | ----------------- | ----------------------------- |
| F.B.C. Casteggio | Casteggio (PV)    |                               |
| U.S. Codogno     | Codogno (MI)      |                               |
| S.C. Edera       | Lodi (MI)         | Società di nuova affiliazione |
| Olona F.C.       | Milano            |                               |

#### Classifica finale
|  | Pos. | Squadra   | Pt | G | V | N | P | GF | GS | DR |
|  | ---- | --------- | -- | - | - | - | - | -- | -- | -- |
|  | 1.   | Olona     | 9  | 6 | 3 | 3 | 0 | 12 | 7  | +5 |
|  | 2.   | Casteggio | 7  | 6 | 2 | 3 | 1 | 9  | 5  | +4 |
|  | 3.   | Edera     | 5  | 6 | 0 | 5 | 1 | 5  | 7  | -2 |
|  | 4.   | Codogno   | 3  | 6 | 0 | 3 | 3 | 5  | 12 | -5 |

Legenda:

      Ammesso alle finali regionali.
  Cessa per fusione a stagione in corso.
Note:

Due punti a vittoria, uno a pareggio, zero a sconfitta.
Pari merito in caso di pari punti.

### Girone finale

#### Classifica finale
|  | Pos. | Squadra    | Pt | G  | V | N | P | GF | GS | DR  |
|  | ---- | ---------- | -- | -- | - | - | - | -- | -- | --- |
|  | 1.   | Legnanesi  | 18 | 10 | 9 | 0 | 1 | 25 | 12 | +13 |
|  | 2.   | Monza      | 13 | 10 | 5 | 3 | 2 | 16 | 10 | +6  |
|  | 3.   | Pro Sesto  | 10 | 10 | 5 | 0 | 5 | 14 | 16 | -2  |
|  | 4.   | Pro Patria | 7  | 10 | 2 | 3 | 5 | 7  | 12 | -5  |
|  | 5.   | Olona      | 6  | 10 | 2 | 2 | 6 | 11 | 17 | -6  |
|  | 5.   | Casteggio  | 6  | 10 | 2 | 2 | 6 | 9  | 15 | -6  |

Legenda:
      Promosso in Prima Categoria 1920-1921.
      Successivamente ammesso in Prima Categoria.
Note:
Due punti a vittoria, uno a pareggio, zero a sconfitta.
Pari merito in caso di pari punti.

## Veneto
|  | Pos. | Squadra          | Pt | G  | V  | N | P  | GF | GS | DR |
|  | ---- | ---------------- | -- | -- | -- | - | -- | -- | -- | -- |
|  | 1.   | Bentegodi Verona | 22 | 12 | 10 | 2 | 0  | 42 | 12 |    |
|  | 2.   | Dolo             | 17 | 12 | 7  | 3 | 2  | 22 | 15 |    |
|  | 3.   | Treviso          | 14 | 12 | 6  | 2 | 4  | 23 | 14 |    |
|  | 4.   | Schio            | 12 | 12 | 5  | 2 | 5  | 18 | 23 |    |
|  | 5.   | Ellade           | 9  | 12 | 3  | 3 | 6  | 15 | 24 |    |
|  | 6.   | Virtus           | 7  | 12 | 2  | 3 | 7  | 11 | 22 |    |
|  | 7.   | Mestre           | 3  | 12 | 1  | 1 | 10 | 15 | 35 |    |

Legenda:
      Promosso in Prima Categoria.
  Inattivo la stagione successiva.
Regolamento:
Due punti a vittoria, uno a pareggio, zero a sconfitta.

## Emilia
|  | Pos. | Squadra        | Pt | G | V | N | P | GF | GS | DR  |
|  | ---- | -------------- | -- | - | - | - | - | -- | -- | --- |
|  | 1.   | Piacenza       | 13 | 8 | 6 | 1 | 1 | 18 | 6  | +12 |
|  | 2.   | Parma          | 10 | 8 | 4 | 2 | 2 | 14 | 7  | +7  |
|  | 3.   | Reggiana       | 8  | 8 | 3 | 2 | 3 | 13 | 15 | -2  |
|  | 4.   | SPAL           | 6  | 8 | 2 | 2 | 4 | 9  | 15 | -6  |
|  | 5.   | Audace Bologna | 3  | 8 | 1 | 1 | 6 | 3  | 14 | -11 |

Legenda:
      Promosso in Prima Categoria 1920-1921.
  Inattivo la stagione successiva.
Regolamento:
Due punti a vittoria, uno a pareggio, zero a sconfitta.
Audace sciolta a fine stagione.

## Toscana
|  | Pos. | Squadra   | Pt | G | V | N | P | GF | GS | DR  |
|  | ---- | --------- | -- | - | - | - | - | -- | -- | --- |
|  | 1.   | Viareggio | 8  | 4 | 4 | 0 | 0 | 17 | 2  | +15 |
|  | 2.   | Lucchese  | 3  | 4 | 1 | 1 | 2 | 9  | 8  | +1  |
|  | 3.   | Pontedera | 1  | 4 | 0 | 1 | 3 | 4  | 20 | -16 |

Legenda:
      Promosso in Prima Categoria 1920-1921.
Regolamento:
Due punti a vittoria, uno a pareggio, zero a sconfitta.

## Lazio

### Squadre partecipanti
| Squadra        | Città (provincia) | Stagione 1914-1915 |
| -------------- | ----------------- | ------------------ |
| Augustea       | Roma              |                    |
| Esquilia F.C.  | Roma              |                    |
| Libertas       | Roma              |                    |
| S.G.S. Tiberis | Roma              |                    |
| Vis            | Roma              |                    |
| S.S. Vittoria  | Roma              |                    |

### Classifica
|  | Pos. | Squadra       | Pt | G  | V | N | P | GF | GS |
|  | ---- | ------------- | -- | -- | - | - | - | -- | -- |
|  | 1.   | Vittoria Roma | 18 | 10 | 8 | 2 | 0 | 37 | 5  |
|  | 2.   | Esquilia      | 14 | 10 | 5 | 4 | 1 | 17 | 9  |
|  | 3.   | Tiberis       | 12 | 10 | 5 | 2 | 3 | 13 | 9  |
|  | 4.   | Vis           | 10 | 10 | 5 | 0 | 5 | 10 | 21 |
|  | 5.   | Libertas Roma | 4  | 10 | 2 | 0 | 8 | 8  | 19 |
|  | 6.   | Augustea      | 2  | 10 | 1 | 0 | 9 | 3  | 25 |

Legenda:
      Promosso in Prima Categoria 1920-1921.
Note:
Due punti a vittoria, uno a pareggio, zero a sconfitta.
Pari merito in caso di pari punti.

## Campania

### Girone A

#### Squadre partecipanti
| Club             | Città  | Stadio |
| ---------------- | ------ | ------ |
| Audacia          | Napoli |        |
| S.C. Brasiliano  | Napoli |        |
| Juventus Italiae | Napoli |        |
| Libertas F.C.    | Napoli |        |

#### Classifica
|  | Pos. | Squadra          | Pt | G | V | N | P | GF | GS |
|  | ---- | ---------------- | -- | - | - | - | - | -- | -- |
|  | 1.   | SC Brasiliano    | 11 | 6 | 5 | 1 | 0 | 19 | 0  |
|  | 2.   | Libertas Napoli  | 9  | 6 | 4 | 1 | 1 | 26 | 3  |
|  | 3.   | Audacia Napoli   | 3  | 6 | 1 | 1 | 4 | 3  | 26 |
|  | 4.   | Juventus Italiae | 1  | 6 | 0 | 1 | 5 | 2  | 21 |

Legenda:

      Ammesso alle finali regionali.
Note:

Due punti a vittoria, uno a pareggio, zero a sconfitta.
Pari merito in caso di pari punti.
L'Audacia è in seguito ammessa alla Prima Categoria Campana alla compilazione dei quadri della stagione 1920-1921.

#### Risultati
| andata (1ª) | andata (1ª) | Prima giornata            | ritorno (4ª) | ritorno (4ª) |
|             |             |                           |              |              |
| 15 feb.     | 2-0         | Brasiliano-Audacia        | 3-0          | 7 mar.       |
| 15 feb.     | 2-0         | Libertas-Juventus Italiae | 5-0          | 7 mar.       |

| andata (2ª) | andata (2ª) | Seconda giornata         | ritorno (5ª) | ritorno (5ª) |
|             |             |                          |              |              |
| 22 feb.     | 2-1         | Audacia-Juventus Italiae | 1-1          | 14 mar.      |
| 28 mar.     | 3-0         | Brasiliano-Libertas      | 0-0          | 14 mar.      |

| andata (1ª) | andata (1ª) | Prima giornata            | ritorno (4ª) | ritorno (4ª) |
|             |             |                           |              |              |
| 15 feb.     | 2-0         | Brasiliano-Audacia        | 3-0          | 7 mar.       |
| 15 feb.     | 2-0         | Libertas-Juventus Italiae | 5-0          | 7 mar.       |

| andata (2ª) | andata (2ª) | Seconda giornata         | ritorno (5ª) | ritorno (5ª) |
|             |             |                          |              |              |
| 22 feb.     | 2-1         | Audacia-Juventus Italiae | 1-1          | 14 mar.      |
| 28 mar.     | 3-0         | Brasiliano-Libertas      | 0-0          | 14 mar.      |

| \| andata (3ª) \| andata (3ª) \| Terza giornata \| ritorno (6ª) \| ritorno (6ª) \| \| \| \| \| \| \| \| 29 feb. \| 0-9 \| Audacia-Libertas \| 0-10 \| 21 mar. \| \| 29 feb. \| 7-0 \| Brasiliano-Juventus Italiae \| 4-0 \| 21 mar. \| |             |                             |              |              |
| andata (3ª) | andata (3ª) | Terza giornata              | ritorno (6ª) | ritorno (6ª) |
| |             |                             |              |              |
| 29 feb. | 0-9         | Audacia-Libertas            | 0-10         | 21 mar.      |
| 29 feb. | 7-0         | Brasiliano-Juventus Italiae | 4-0          | 21 mar.      |

| andata (3ª) | andata (3ª) | Terza giornata              | ritorno (6ª) | ritorno (6ª) |
|             |             |                             |              |              |
| 29 feb.     | 0-9         | Audacia-Libertas            | 0-10         | 21 mar.      |
| 29 feb.     | 7-0         | Brasiliano-Juventus Italiae | 4-0          | 21 mar.      |

### Girone B

#### Squadre partecipanti
| Club        | Città                        | Stadio |
| ----------- | ---------------------------- | ------ |
| Pro Italia  | Torre Annunziata (NA)        |        |
| Salernitana | Salerno                      |        |
| Savoia      | Torre Annunziata (NA)        |        |
| Stabia      | Castellammare di Stabia (NA) |        |

#### Classifica
|  | Pos. | Squadra     | Pt | G | V | N | P | GF | GS |
|  | ---- | ----------- | -- | - | - | - | - | -- | -- |
|  | 1.   | Salernitana | 12 | 8 | 6 | 0 | 0 | 14 | 1  |
|  | 2.   | Stabia      | 8  | 6 | 4 | 0 | 2 | 13 | 3  |
|  | 3.   | Savoia      | 4  | 6 | 2 | 0 | 4 | 4  | 8  |
|  | 4.   | Pro Italia  | 0  | 6 | 0 | 0 | 6 | 2  | 21 |

Legenda:
      Ammesso alle finali regionali.
Note:
Due punti a vittoria, uno a pareggio, zero a sconfitta.
Pari merito in caso di pari punti.
Il Savoia è in seguito ammesso alla Prima Categoria Campana alla compilazione dei quadri della stagione 1920-1921.

#### Risultati
| andata (1ª) | andata (1ª) | Prima giornata     | ritorno (4ª) | ritorno (4ª) |
|             |             |                    |              |              |
| 15 feb.     | 0-1         | Stabia-Salernitana | 0-1          | 11 apr.      |
| 15 feb.     | 0-1         | Pro Italia-Savoia  | 0-3          | 14 mar.      |

| andata (2ª) | andata (2ª) | Seconda giornata       | ritorno (5ª) | ritorno (5ª) |
|             |             |                        |              |              |
| 22 feb.     | 2-0         | Stabia-Savoia          | 2-0          | 21 mar.      |
| 22 feb.     | 1-3         | Pro Italia-Salernitana | 0-5          | 21 mar.      |

| andata (1ª) | andata (1ª) | Prima giornata     | ritorno (4ª) | ritorno (4ª) |
|             |             |                    |              |              |
| 15 feb.     | 0-1         | Stabia-Salernitana | 0-1          | 11 apr.      |
| 15 feb.     | 0-1         | Pro Italia-Savoia  | 0-3          | 14 mar.      |

| andata (2ª) | andata (2ª) | Seconda giornata       | ritorno (5ª) | ritorno (5ª) |
|             |             |                        |              |              |
| 22 feb.     | 2-0         | Stabia-Savoia          | 2-0          | 21 mar.      |
| 22 feb.     | 1-3         | Pro Italia-Salernitana | 0-5          | 21 mar.      |

| \| andata (3ª) \| andata (3ª) \| Terza giornata \| ritorno (6ª) \| ritorno (6ª) \| \| \| \| \| \| \| \| 7 mar. \| 5-1 \| Stabia-Pro Italia \| 4-0 \| 28 mar. \| \| 7 mar. \| 0-3 \| Savoia-Salernitana \| 0-1 \| 28 mar. \| |             |                    |              |              |
| andata (3ª) | andata (3ª) | Terza giornata     | ritorno (6ª) | ritorno (6ª) |
| |             |                    |              |              |
| 7 mar. | 5-1         | Stabia-Pro Italia  | 4-0          | 28 mar.      |
| 7 mar. | 0-3         | Savoia-Salernitana | 0-1          | 28 mar.      |

| andata (3ª) | andata (3ª) | Terza giornata     | ritorno (6ª) | ritorno (6ª) |
|             |             |                    |              |              |
| 7 mar.      | 5-1         | Stabia-Pro Italia  | 4-0          | 28 mar.      |
| 7 mar.      | 0-3         | Savoia-Salernitana | 0-1          | 28 mar.      |

### Finale
|             | Risultati |             | Luogo e data                     |  |
| ----------- | --------- | ----------- | -------------------------------- |  |
| Brasiliano  | 5 - 0     | Salernitana | Napoli, 18 aprile 1920           |  |
| Salernitana | 5 - 0     | Brasiliano  | Salerno, 25 aprile 1920          |  |
| Salernitana | 2 - 0     | Brasiliano  | Nocera Inferiore, 23 maggio 1920 |  |
|             |           |             |                                  |  |

- La Salernitana è promossa in Prima Categoria.

### Giornali
- Comunicati ufficiali dei Comitati Regionali pubblicati dalla Gazzetta dello Sport.

- La Gazzetta dello Sport, i dati mancati sono consultabili sul giornale La Gazzetta dello Sport, che dall'estate 1919 era diventato quotidiano, presso.
  - Biblioteca Civica Berio di Genova;
  - Biblioteca Nazionale Braidense di Milano;
  - Biblioteca Nazionale Centrale di Firenze;
  - Biblioteca Nazionale Centrale di Roma.
  - Emeroteca del C.O.N.I. di Roma (il materiale non è online).

### Libri
- Carlo Fontanelli e Giorgio Giacomelli, Tigrotti, oltre un secolo con la Pro Patria, Empoli (FI), Geo Edizioni Srl, dicembre 2015,  pp. 29-31.
- Guido Baccani, Annuario italiano del football (III volume 1919-1920), Novara, De Agostini, settembre 1919.